# Championnats de France de natation 1901
Navigation
1900 1902
Les Championnats de France de natation en grand bassin 1901 sont les troisièmes de l'histoire de la natation française.  
Quatre épreuves furent programmées : le 100 m disputé dans les bains Deligny (24 juin 1901), le 400 m en eau de mer à Dieppe, le 500 m et le mile nage libre à Courbevoie.

## Podiums

### Hommes
| Discipline      | Or                                       | Temps        | Argent           | Temps        | Bronze                         | Temps      |
| Nage libre      |                                          |              |                  |              |                                |            |
| 100 m           | Albert Cochu Union Française de Natation | -            | ?                | -            | ?                              | -          |
| 400 m en mer    | Henri Peslier Libellule de Paris         | -            | ?                | -            | ?                              | -          |
| 500 m           | Jules Clévenot Libellule de Paris        | 7 min 16 s 2 | Gondin VFN Paris | 7 min 16 s 6 | Jules Verbecke Tritons Lillois | 7 min 23 s |
| mile nage libre | Henri Peslier Libellule de Paris         | -            | ?                | -            | ?                              | -          |